# Ryszard Jędrak
Ryszard Jędrak (ur. 22 września 1927 w Częstochowie, zm. 21 lutego 1991 we Wrocławiu) – polski inżynier architekt.

## Życiorys
W 1952 ukończył studia na Wydziale Architektury Politechniki Wrocławskiej. Uzyskał stopień doktora nauk technicznych w 1965 r., trzy lata później otrzymał stopień docenta, a w 1985 otrzymał tytuł profesora na Wydziale Architektury Politechniki Wrocławskiej.
Zawodowo pracował od 1952 kolejno jako asystent, adiunkt i wykładowca w Katedrze Projektowania Budowli Społeczno-Usługowych Wydziału Architektury Politechniki Wrocławskiej, w tym m.in. jako kierownik Zakładu Architektury Wnętrz i Wzornictwa Przemysłowego. Równolegle zajmował się projektowaniem wnętrz wagonów kolejowych w Pafawagu i specjalistycznych samochodów w Jelczańskich Zakładach Samochodowych oraz w latach 1951-1962 zabudowy miejskiej w Miastoprojekcie-Wrocław.
Współautor m.in. domu mieszkalno-usługowego przy ul. Świdnickiej 9-11 (1957) i Zespół zabudowy mieszkalno-usługowej przy ulicy Świdnickiej 2-8 oraz odbudowy kamienicy Pod Zimnym Kamieniem przy Rynku 24.
Odznaczony m.in.: Złotym Krzyżem Zasługi.